# としごろ (山口百恵の曲)
「としごろ」は、1973年5月21日にリリースされた山口百恵のデビュー･シングルである。発売元はCBSソニー。

## 概要
デビューキャッチフレーズは「大きなソニー、大きな新人。」。
百恵自身も出演した松竹映画『としごろ』は和田アキ子と森昌子が主役の映画であり、映画初出演の百恵は脇役の一人に過ぎず、同名タイトルであるがこの曲は映画とは関係がない。
レコードの裏ジャケットに表記されているタイトルは、「人にめざめる14才 としごろ」であるが、オリコンチャートでの表記をはじめ、百恵自身のアルバムやライブビデオなどにおける表記や各媒体では、「としごろ -人にめざめる14才-」もしくは「としごろ」とだけ掲載されている。

## 収録曲
| 全作詞: 千家和也、全作曲・編曲: 都倉俊一。 |                                |          |            |      |
| #                                          | タイトル                       | 作詞     | 作曲・編曲 | 時間 |
| 1.                                         | 「としごろ」(人にめざめる14才) | 千家和也 | 都倉俊一   | 2:38 |
| 2.                                         | 「叱らないでね」               | 千家和也 | 都倉俊一   | 2:38 |
| 合計時間:                                  | 合計時間:                      | 5:16     |            |      |

## 品番
- 1973年5月21日 - EP: SOLB 29（シングル）

## 関連シングル
- 1978年4月21日 - EP : 06SH 295（「GOLDEN SINGLE」 片面: 青い果実）
- 1989年3月21日 - 8cmCD: 10EH 3173（「Platinum Single SERIES」 C/W: 青い果実）
- 2004年5月19日 - 8cmCD: MHCL 10012（オリジナル・カラオケ、「としごろ」 初回紙ジャケ仕様盤）

## 関連作品
- としごろ
  - としごろ (アルバム) - ファーストアルバム
  - 山口百恵ヒット全曲集 -1974年版-
  - Best of Best 山口百恵のすべて
  - 33 SINGLES MOMOE
  - 山口百恵ベスト・コレクション
  - 百惠辞典
  - ベスト・セレクション Vol.1
  - 2000 BEST 山口百恵 ベスト・コレクション
  - GOLDEN☆BEST 山口百恵 PLAYBACK MOMOE part2
  - MOMOE PREMIUM
  - Complete MOMOE PREMIUM
  - 山口百恵ベスト・コレクション VOL.1
  - コンプリート百恵伝説
  - GOLDEN☆BEST 山口百恵 コンプリート・シングルコレクション

- としごろ （ライブ音源）
  - 百恵ライブ -百恵ちゃん祭りより-
  - 伝説から神話へ -BUDOKAN…AT LAST-
  - MOMOE LIVE PREMIUM

- 叱らないでね
  - としごろ (アルバム) - ファーストアルバム
  - 百惠辞典
  - MOMOE PREMIUM
  - Complete MOMOE PREMIUM
  - コンプリート百恵伝説